# アカミタンポポ
アカミタンポポ（赤実蒲公英、学名: Taraxacum laevigatum）は、キク科タンポポ属の多年草。空地などに生える雑草。ヨーロッパ原産の帰化植物。環境省指定要注意外来生物。日本の侵略的外来種ワースト100に選定されている。別名、キレハアカミタンポポ。

## 形態と生態
多年草。在来種のタンポポと違って、小形で、葉の切れ方が深く、外総苞片が反り返る。同じ外来種のセイヨウタンポポによく似ているが、果実（痩果）が赤味を帯びている。一般にやや小形で、頭花の直径は2 - 3センチメートル (cm) 、舌状花の数が少なく、重ねがやや薄い。また、葉の切れ込み方が深くて裂片の間が離れる。総苞片の角状突起がやや目立つといった特徴がある。ただし、現在は雑種個体がほとんどを占めるため、形態の特徴のみで種を同定するのは難しい。
花期は春。受粉せずに種子をつくる無融合生殖によって繁殖する。

## 日本の侵略的外来種
北海道にはすでに明治期に入ったと考えられている。久内清孝 (1950) によれば、平山常太郎が1918年にアカミタンポポとよび、北海道の所産を報告していると記している。本州の都市部においても、セイヨウタンポポと混生し、場所によってはアカミタンポポのほうが多いことも見られる。